# Дорис Лесинг
Дорис Лесинг, право име Дорис Меј Тајлер (енгл. Doris Lessing, Doris May Tayler; Керманшах, 22. октобар 1919 — Лондон, 17. новембар 2013) била је британска прозна књижевница. Добитница је Нобелове награде за књижевност 2007.
Шведска академија ју је у објашњењу за доделу награде описала као писца: „епског наративног дара о женском искуству, која са скептицизмом, страшћу и визионарском снагом посматра цивилизацију која је подељена“. Са 87 година живота, Дорис Лесинг је најстарија добитница ове најпрестижније награде за књижевност која вреди 10 милиона шведских круна (око 1,8 мил. евра). Награда јој је уручена у Лондону, јер из здравствених разлога није отпутовала на церемонију у Стокхолму.

## Биографија
Рођена је као Дорис Меј Тејлор 1919. у Керманшаху, у Иран (тада Персија) где је њен отац радио као банкарски службеник. Детињство и младост је провела у британској колонији Јужна Родезија, на територији данашњег Зимбабвеа. Породица се тамо настанила са намером да господари плантажама кукуруза, што се није показало као добар пословни потез. Похађала је католичку школу у Солсберију. Године 1937. Дорис се преселила у Солсбери да ради као телефонска оператерка, а убрзо се удала за свог првог супруга, државног службеника Френка Висдома, са којим је имала двоје деце (Џон, 1940–1992, и Џин, рођена 1941), пре краја брака 1943 Лесинг је напустила породичну кућу 1943. године, остављајући двоје деце на бригу оцу. Преселила се у Енглеску 1949. и тада је написала свој први роман „Трава пева“ (The Grass Is Singing).
Двадесет и првог августа 2015, тајни досије о Лесингу у пет томова који су сачиниле британске обавештајне агенције, MI5 и MI6, објављен је и смештен у Национални архив . Досије, који садржи документе који су делимично редиговани, показује да је Лесинг била под присмотром британских шпијуна око двадесет година, од раних 1940-их па надаље. Њена повезаност са комунизмом и њен антирасистички активизам су наводно разлози интересовања тајне службе за њене активности.
Лесинг је одбила дамску титулу (DBE) 1992. године као част повезану са непостојећим Царством; она је претходно одбила OBE 1977. Касније је прихватила именовање за члана Ордена части крајем 1999. године за истакнуту службу нацији. Такође ју је Краљевско књижевно друштво именовало за чланство.
Током касних 1990-их Лесинг је имала мождани удар, који ју је спречио да путује током каснијих година. Још увек је могла да похађа позориште и оперу. Почела је да фокусира свој ум на смрт, на пример питајући се да ли би имала времена да заврши нову књигу. Умрла је 17. новембра 2013. године, у доби од 94 године, у свом дому у Лондону,. надживела је своја два сина а њу је надживела кћи Џин, која живи у Јужној Африци.

## Књижевни рад
Њено најзначајније дело је роман из 1962. „Златна бележница“ (The Golden Notebook).
Књижевни опус Дорис Лесинг се може поделити у три фазе. Током комунистичке фазе (1944–56) радикално је писала о друштвеним питањима, теми којој се вратила у Добром терористи (1985). Први роман Дорис Лесинг, Трава пева, као и кратке приче касније прикупљене у Афричким причама, смештени су у Јужну Родезију (данас Зимбабве) где је она тада живела. Затим је уследила психолошка фаза од 1956. до 1969. године, која укључује дела Златну свеску и квинтет „Деца насиља”. Трећа фаза је била суфијска фаза, коју је истраживала у својим 70-им годинама, и у низу научнофантастичних (или како је она то радије рекла "свемирска фантастика") романа и новела Canopus in Argos.
После суфистичке фазе, Лесинг је комбиновала сва три наведена књижевна приступа. Неки критичари посматрају њено дело као феминистичку литературу, док сама књижевница то негира. У прози најчешће износи искуства из Африке.
Ово траје већ 30 година. Добила сам све награде у Европи, баш све, па сам одушевљена због тога. То је ројал флеш— Реакција Дорис Лесинг на вест о додели Нобелове награде
У мају 2008. изјавила је да се Нобелова награда за њу претворила у „праву катастрофу“. Наиме, тврди да је престала да пише откад је добила ову награду и да уместо тога само даје интервјуе. Упозорила је младе писце да користе свој таленат, јер он брзо нестаје.
Са петнаест година Лесинг је почела да продаје своје приче часописима. Њен први роман, Трава пева, објављен је 1950. Дело које је привукло њену међународну пажњу била је Златна свеска, објављено 1962. До своје смрти објавила је више од 50 романа, неки под псеудонимом.

## Одабрана дела
- Трава пева (1950)
- Златна бележница (1962)
- Канопус у Аргу серија романа (1979 — 1983):
  - Шикаста (1979)
  - Бракови између зона три, четири и пет (1980)
  - Сиријуски експерименти (1980)
  - Стварање представника планете 8 (1982)
  - Сентиментални шпијуни у царству Вољен (1983)
- Добри терориста (1985)
- Пето дете (1988)
- Алфред и Емили (2008)

## Дела на енглеском
| - The Grass Is Singing (1950) - Retreat to Innocence (1956) - The Golden Notebook (1962) - Briefing for a Descent into Hell (1971) - The Summer Before the Dark (1973) - The Memoirs of a Survivor (1974) - The Diary of a Good Neighbour (као Џејн Сомерс, 1983) - If the Old Could... (као Џејн Сомерс, 1984) - The Good Terrorist (1985) - The Fifth Child (1988) - Love, Again (1996) - Mara and Dann (1999) - Ben, in the World (2000) – наставак књиге The Fifth Child - The Sweetest Dream (2001) - The Story of General Dann and Mara's Daughter, Griot and the Snow Dog (2005) – наставак књиге Mara and Dann - The Cleft (2007) Children of Violence серијал (1952–1969) - Martha Quest (1952) - A Proper Marriage (1954) - A Ripple from the Storm (1958) - Landlocked (1965) - The Four-Gated City (1969) The Canopus in Argos: Archives серијал (1979–1983) - Shikasta (1979) - The Marriages Between Zones Three, Four and Five (1980) - The Sirian Experiments (1980) - The Making of the Representative for Planet 8 (1982) - The Sentimental Agents in the Volyen Empire (1983) - The Making of the Representative for Planet 8 (композитор - Филип Глас, 1986) - The Marriages Between Zones Three, Four and Five (music by Philip Glass, 1997) - Playing the Game (графички роман, 1995) - Each His Own Wilderness (три комада, 1959) - Play with a Tiger (1962) - Fourteen Poems (1959) - The Wolf People – INPOPA Anthology 2002 (2002) | - This Was the Old Chief's Country (1951) - Five Short Novels (1953) - The Habit of Loving (1957) - A Man and Two Women (1963) - African Stories (1964) - Winter in July (1966) - The Black Madonna (1966) - The Story of a Non-Marrying Man (1972) - This Was the Old Chief's Country: Collected African Stories, Vol. 1 (1973) - The Sun Between Their Feet: Collected African Stories, Vol. 2 (1973) - To Room Nineteen: Collected Stories, Vol. 1 (1978) - The Temptation of Jack Orkney: Collected Stories, Vol. 2 (1978) - Stories (1978) - Through the Tunnel (1990) - London Observed: Stories and Sketches (1992) - The Real Thing: Stories and Sketches (1992) - Spies I Have Known (1995) - The Pit (1996) - The Grandmothers: Four Short Novels (2003) Cat Tales - Particularly Cats (приче и нефикција, 1967) - Particularly Cats and Rufus the Survivor (приче и нефикција, 1993) - The Old Age of El Magnifico (приче и нефикција, 2000) - On Cats (2002) – омнибус сачињен од три књиге наведене изнад - Going Home (мемоарско дело, 1957) - African Laughter: Four Visits to Zimbabwe (мемоарско дело, 1992) - Under My Skin: Volume One of My Autobiography, to 1949 (1994) - Walking in the Shade: Volume Two of My Autobiography, 1949 to 1962 (1997) - Alfred and Emily (мемоарско дело/фикција, хибрид 2008) - In Pursuit of the English (1960) - Prisons We Choose to Live Inside (есеји 1987) - The Wind Blows Away Our Words (1987) - A Small Personal Voice (есеји, 1994) - Conversations (интервјуи, уредник Earl G. Ingersoll, 1994) - Putting the Questions Differently (интервјуи, 1996) - Time Bites: Views and Reviews (есеји, 2004) - On Not Winning the Nobel Prize (предавање поводом добијања Нобелове наградe, 2007, објављено 2008) |